# Witvlekbosrankspanner
De witvlekbosrankspanner (Melanthia procellata) is een nachtvlinder uit de familie van de spanners. De spanwijdte van de vlinder bedraagt tussen de 27 en 32 millimeter.
Per jaar worden twee generaties voortgebracht die vliegen van mei tot en met augustus.
Waardplant van de rupsen is de Clematis vitalba. De vlinder is zeldzaam in Nederland, in België zijn er meer waarnemingen.